# Goslar
Goslar je povijesni grad u Donjoj Saskoj u Njemačkoj. On je administrativno središte okruga Goslar, a nalazi se na sjeverozapadnoj padini planine Harz. Goslar je staro rudarsko središte s rudnim ležištem u obližnjem Rammelsbergu) olovo, cink, bakar, srebro, zlato) koji su se iskorištavali od 968. do zatvaranja 1988. god. Grad je industrijsko (kemijska, kovinska, tekstilna i elektrotehnička industrija), kulturno i turističko središte s mnogim znamenitostima. Stari dio grada i rudnici Rammelsberga su UNESCO-ova svjetska baština. 

## Povijest
Salijski car Henrik I. osnovao je grad 922. god. nakon što su otkrivena ležišta srebra u obližnjem Rammelsbergu. Članom Hanze postaje u 13. st., a zahvaljujući bogatstvu iz rudnika srebra, grad je postao slobodnim gradom Svetog Rimskog Carstva od 1290. god.
Srednjovjekovni carski dvorac (Kaiserpfalz) je izgrađen oko 1040. god. i odmah je postao ljetnom rezidencijom careva, osobito Henrika III. koji ju je posjetio dvadesetak puta, te je i sahranjen u gradu Goslaru. Tada je izgrađena i srednjovjekovna katedrala od koje je ostao samo trijem u izvornom obliku. U 16. st. Goslar dobiva gradsku vijećnicu u kojoj je danas muzej rudarstva.
U zimu 1798. god., najhladnijoj u tom stoljeću, mladi engleski pjesnik William Wordsworth je u Goslaru započeo pisati svoju autobiografsku poemu Preludij (Razvoj pjesnikova uma). Goslar je pripojen Pruskoj 1802. god., a poslije se nalazi pod Vestfalijom (1807. – 1814.), Pruskom (1814. – 1815.), Hannoverom (1815. – 1866.) i ponovno pod Pruskom (od 1866.).

## Znamenitosti
Stari dio grada Goslara je od 1992. god. upisan na UNESCOv popis mjesta svjetske baštine u Europi. Tu se nalaze:
- Carski dvorac iz oko 1040. god.; jedna od najstarijih svjetovnih zgrada u Njemačkoj. Obnovljen od 1867. – 1879. god.
- Ostaci srednjovjekovnih gradskih zidina s tornjevima iz 16. st.
- Široka vrata (Breites Tor)
- Vijećnica iz 12. st.
- Kuće iz 13. – 16. st.
- Romaničke i barokne crkve (Neuwerkirche, Frankenbergkirche, i dr.)

U gradu se nalaze i brojni muzeji, i to prirodnih znanosti, umjetnosti, kulturne povijesti (u kojem se čuva zbirka zakona Goslarski statuti iz 14. st.), te lova i šumarstva.
- Toranj Zwinger u kojemu je danas restoran i muzej srednjovjekovlja
- Hotel Kaisersworth (bivša zgrada zlatarskog ceha iz 1494. god.) 1885. god.
- Gotička gradska vijećnica (Rathaus)
- Carski dvorac (Kaiserpfalz)
- protestantska crkva sv. Petra i Pavla (Frankenbergerkirche)

## Partnerski gradovi
- Arcachon, Francuska, 1965.
- Beroun, Češka Republika, 1989.
- Brzeg, Poljska, 2000.
- Ra'anana, Izrael, 2006.
- Windsor and Maidenhead, Ujedinjeno Kraljevstvo, 1969.

## Vanjske poveznice
- Službene stranice grada (njem.) (engl.)
- Goslar na UNESCOvim stranicama  Arhivirana inačica izvorne stranice od 9. rujna 2006. (Wayback Machine)

### Ostali projekti
|  | Zajednički poslužitelj ima još gradiva o temi Goslar |